# Desa Sekarwangi (administrativ by i Indonesien, lat -6,74, long 107,99)
Desa Sekarwangi är en administrativ by i Indonesien.   Den ligger i provinsen Jawa Barat, i den västra delen av landet, 140 km öster om huvudstaden Jakarta.